# O tänk, när en gång samlad står
O tänk, när en gång samlad står är en psalm av Wilhelm Andreas Wexels i fyra korta verser till skillnad från hans psalm Tänk, när en gång det töcken har försvunnit som publicerades i samma tillägg av nya psalmer. 
Melodin är en tonsättning av William Tans'ur ur hans "Harmony of Zion" från 1734, vilket enligt Koralbok för Nya psalmer, 1921 är samma melodi som används till psalmen Räds ej bekänna Kristi namn (1921 nr 604), Fram skrider året i sin gång (1921 nr 645) och också till den senare komponerade psalmen Den kärlek du till världen bar (1937 nr 74).

## Publicerad som
- Nr 672 i Nya psalmer 1921, tillägget till 1819 års psalmbok under rubriken "De yttersta tingen: Uppståndelsen, domen och det eviga livet".